# Laonice brevicristata
Laonice brevicristata är en ringmaskart som beskrevs av Pillai 1961. Laonice brevicristata ingår i släktet Laonice och familjen Spionidae. Inga underarter finns listade i Catalogue of Life.